# Simara
Simara (trl. Simrā, trb. Simra) – gaun wikas samiti w środkowej części Nepalu  w strefie Dźanakpur w dystrykcie Sarlahi. Według nepalskiego spisu powszechnego z 2001 roku liczył on 1209 gospodarstw domowych i 7483 mieszkańców (3522 kobiet i 3961 mężczyzn).